# Uralkodónők listája
Az alábbi lista a történelem uralkodónőit, azaz monarchiák női államfőit sorolja föl időrendben. A köztársaságokban hatalomra került női államfőket a Választott női államfők és kormányfők listája tartalmazza.
| Név                                        | Élt                                         | Uralkodott                          | Ideig     | Megjegyzések |
| ------------------------------------------ | ------------------------------------------- | ----------------------------------- | --------- | ------------ |
| Neithiqret egyiptomi királynő              | ? – i. e. 2181                              | i. e. 2184 – i. e. 2181             | 3 évig    |              |
| Szobeknoferuré egyiptomi királynő          | ? – i. e. 1802                              | i. e. 1806 – i. e. 1802             | 4 évig    |              |
| Hatsepszut egyiptomi királynő              | i. e. 1509 – i. e. 1458                     | i. e. 1479 – i. e. 1458             | 21 évig   |              |
| Tauszert egyiptomi királynő                | ? – i. e. 1190 körül                        | i. e. 1193 körül – i. e. 1190 körül | 3 évig    |              |
| Atália júdai királynő                      | ? – i. e. 836                               | i. e. 842 – i. e. 836               | 6 évig    |              |
| I. Artemiszia halikarnasszoszi királynő    | ? – ?                                       | i. e. 480 körül                     | ? évig    |              |
| II. Deidamia épeiroszi királynő            | ? – i. e. 133                               | i. e. 134 – i. e. 133               | 1 évig    |              |
| Alexandra Makkabeus izraeli királynő       | i. e. 141 – i. e. 67                        | i. e. 76 – i. e. 67                 | 9 évig    |              |
| VII. Kleopátra egyiptomi királynő          | i. e. 69 januárja – i. e. 30. augusztus 12. | i. e. 51 – i. e. 30                 | 21 évig   |              |
| IV. Arszinoé egyiptomi királynő            | i. e. 68 – i. e. 41                         | i. e. 48 – i. e. 47                 | 1 évig    |              |
| Musza pártus királynő                      | i. e. 46 – ?                                | i. e. 2 – i. sz. 4                  | 6 évig    |              |
| Antonia Tryphaena pontoszi királynő        | 10 – 55                                     | 21 – 27                             |           |              |
| Boudica icenus királynő                    | 30 k. – 62 k.                               | 62 k.                               |           |              |
| Zénobia palmürai királynő                  | 240 k. – 275 k.                             | 267 – 272                           | 5 évig    |              |
| Zarmandukht örmény királynő                | ? – 379                                     | 378 – 379                           | 1 évig    |              |
| Amalasuintha keleti gót királynő           | 496 – 535. április 30.                      | 534 – 535                           | 1 évig    |              |
| Szuiko japán császárnő                     | 554 – 628. április 15.                      | 593 – 628                           | 35 évig   |              |
| Boran szászánida királynő                  | ? – 631                                     | 630 – 631                           | 1 évig    |              |
| Azarmigduxt szászánida királynő            | ? – 632                                     | 631 – 632                           | 1 évig    |              |
| Szondok sillai királynő                    | 595 – 647                                   | 632 – 647                           | 15 évig   |              |
| Kógjoku japán császárnő                    | 594. augusztus 7. – 661. augusztus 24.      | 642 – 645, 654 – 661                | 10 évig   |              |
| Csindok sillai királynő                    | ? – 654                                     | 647 – 654                           | 7 évig    |              |
| Dzsitó japán császárnő                     | 645 – 703. január 13.                       | 686 – 697                           | 11 évig   |              |
| Vu Hou kínai császárnő                     | 624. február 17. – 705. december 16.        | 690 – 705                           | 15 évig   |              |
| Genmei japán császárnő                     | 661 – 721. december 29.                     | 707 – 715                           | 8 évig    |              |
| Gensó japán császárnő                      | 680 – 748. április 21.                      | 715 – 724                           | 9 évig    |              |
| Kóken japán császárnő                      | 718 – 770. augusztus 28.                    | 749 – 758, 764 – 770                | 15 évig   |              |
| Eiréné bizánci császárnő                   | 752 – 803. augusztus 9.                     | 797 – 802                           | 5 évig    |              |
| Æthelflæd merciai királynő                 | 872 – 918. június 12.                       | 911 – 918                           | 7 évig    |              |
| Csinszong sillai királynő                  | 865 – 897                                   | 887 – 897                           | 10 évig   |              |
| Ælfwynn merciai királynő                   | 888 – 919 után                              | 918 – 919                           | 1 évig    |              |
| Zóé bizánci császárnő                      | 978 – 1050 júniusa                          | 1028 – 1050                         | 22 évig   |              |
| Theodóra bizánci császárnő                 | 984 – 1056. augusztus 31.                   | 1055 – 1056                         | 1 évig    |              |
| Urraca kasztíliai királynő                 | 1081. június 24. – 1126. március 8.         | 1109 – 1126                         | 17 évig   |              |
| Konstancia antiochiai hercegnő             | 1127 – 1163                                 | 1130 – 1163                         | 33 évig   |              |
| I. Douce provence-i grófnő                 | 1090 – 1127                                 | 1108 – 1127                         | 19 évig   |              |
| Melisenda jeruzsálemi királynő             | 1105 – 1161. szeptember 11.                 | 1131 – 1153                         | 22 évig   |              |
| Petronila aragóniai királynő               | 1136. június 29. – 1173. október 15.        | 1137 – 1164                         | 27 évig   |              |
| II. Douce provence-i grófnő                | 1163 – 1172                                 | 1166 – 1167                         | 1 évig    |              |
| I. Tamar grúz királynő                     | 1160 körül – 1213. január 18.               | 1184 – 1213                         | 29 évig   |              |
| Szibilla jeruzsálemi királynő              | 1159 – 1190. július 25.                     | 1186 – 1190                         | 4 évig    |              |
| I. Izabella jeruzsálemi királynő           | 1171 – 1206 tavasza                         | 1192 – 1206                         | 14 évig   |              |
| Hauteville-i Konstancia szicíliai királynő | 1154. november 2. – 1198. november 27.      | 1194 – 1197                         | 3 évig    |              |
| I. Mária jeruzsálemi királynő              | 1192 nyara – 1212 áprilisa                  | 1206 – 1212                         | 6 évig    |              |
| II. Izabella jeruzsálemi királynő          | 1212 áprilisa – 1228. május 5.              | 1212 – 1228                         | 16 évig   |              |
| Berengária kasztíliai királynő             | 1180. június 1. – 1246. november 8.         | 1217                                | <1 évig   |              |
| I. Izabella örmény királynő                | 1213 – 1252. január 23.                     | 1219 – 1252                         | 33 évig   |              |
| I. Ruszudani grúz királynő                 | 1194 – 1245                                 | 1223 – 1245                         | 22 évig   |              |
| Sultan Razia delhi szultánnő               | 1205 – 1240                                 | 1236 – 1240                         | 4 évig    |              |
| Sadzsar ad-Durr egyiptomi szultána         | ? – 1257. április 28.                       | 1250                                | <1 évig   |              |
| Abish Khatun sirázi kánnő                  | 1259 körül – 1286                           | 1264 – 1284                         | 20 évig   |              |
| I. Johanna navarrai királynő               | 1273. január 14. – 1305. április 2.         | 1274 – 1305                         | 31 évig   |              |
| I. Theodóra trapezunti császárnő           | 1250 körül – 1285 után                      | 1284 – 1285                         | 1 évig    |              |
| I. Margit skót királynő                    | 1283 – 1290. szeptember 26.                 | 1286 – 1290                         | 4 évig    |              |
| I. Lúcia tripoliszi grófnő                 | 1265 – 1299 júniusa                         | 1287 – 1289                         | 2 évig    |              |
| II. Johanna navarrai királynő              | 1311. január 28. – 1349. október 6.         | 1328 – 1349                         | 21 évig   |              |
| I. Irén trapezunti császárnő               | 1315/20 – 1341. augusztus 10. után          | 1340 – 1341                         | 1 évig    |              |
| I. Anna trapezunti császárnő               | 1312 körül – 1342. szeptember 4. után       | 1341 – 1342                         | 1 évig    |              |
| I. Johanna nápolyi királynő                | 1326 – 1382. május 22.                      | 1343 – 1381                         | 38 évig   |              |
| I. Mária szicíliai királynő                | 1362. július 2. – 1401. május 25.           | 1377 – 1401                         | 24 évig   |              |
| Mária magyar királynő                      | 1371. április 14. – 1395. május 17.         | 1382 – 1385, 1386 – 1395            | 12 évig   |              |
| I. Beatrix portugál királynő               | 1372 – 1409 után                            | 1383 – 1385                         | 2 évig    |              |
| Hedvig lengyel királynő                    | 1374. február 18. – 1399. július 17.        | 1384 – 1399                         | 15 évig   |              |
| I. Margit dán királynő                     | 1353 márciusa – 1412. október 28.           | 1387 – 1412                         | 25 évig   |              |
| Gruba Ilona bosnyák királynő               | ? – 1399                                    | 1395 – 1398                         | 3 évig    |              |
| Tandu Khatun dzsalarida szultánnő          | ? – 1419                                    | 1411 – 1419                         | 8 évig    |              |
| II. Johanna nápolyi királynő               | 1373. június 25. – 1435. február 2.         | 1414 – 1435                         | 21 évig   |              |
| I. Blanka navarrai királynő                | 1387. július 6. – 1441. április 1.          | 1425 – 1441                         | 16 évig   |              |
| II. Blanka navarrai királynő               | 1424. június 8. – 1464. december 2.         | 1461 – 1464                         | 3 évig    |              |
| I. Eleonóra navarrai királynő              | 1426. február 2. – 1479. február 12.        | 1479                                | 1 hónapig |              |
| I. Sarolta ciprusi királynő                | 1442 decembere – 1487. július 16.           | 1458 – 1464                         | 6 évig    |              |
| I. Izabella kasztíliai királynő            | 1451. április 22. – 1504. november 26.      | 1474 – 1504                         | 30 évig   |              |
| I. Katalin ciprusi királynő                | 1454. április 30. – 1510. július 10.        | 1474 – 1489                         | 15 évig   |              |
| I. Mária skót királynő                     | 1542. december 8. – 1587. február 8.        | 1542 – 1567                         | 25 évig   |              |
| I. Mária angol királynő                    | 1516. február 18. – 1558. november 17.      | 1553 – 1558                         | 5 évig    |              |
| I. Erzsébet angol királynő                 | 1533. szeptember 7. – 1603. március 24.     | 1558 – 1603                         | 45 évig   |              |
| Meisó japán császárnő                      | 1624. január 9. – 1696. december 4.         | 1629 – 1643                         | 14 évig   |              |
| Krisztina svéd királynő                    | 1626. december 8. – 1689. április 19.       | 1632 – 1654                         | 22 évig   |              |
| Fatima kaszim kánnő                        | ? – 1681                                    | 1679 – 1681                         | 2 évig    |              |
| II. Mária angol királynő                   | 1662. április 30. – 1694. december 28.      | 1689 – 1694                         | 5 évig    |              |
| Anna brit királynő                         | 1665. február 6. – 1714. augusztus 1.       | 1702 – 1714                         | 12 évig   |              |
| Ulrika Eleonóra svéd királynő              | 1688. január 23. – 1741. november 24.       | 1718 – 1720                         | 2 évig    |              |
| I. Katalin orosz cárnő                     | 1684. április 14. – 1727. május 17.         | 1725 – 1727                         | 2 évig    |              |
| Anna orosz cárnő                           | 1693. február 7. – 1740. október 28.        | 1730 – 1740                         | 10 évig   |              |
| Lujza Hippolita monacói hercegnő           | 1697. november 10. – 1731. december 29.     | 1731                                | <1 évig   |              |
| II. Mária magyar királynő                  | 1717. május 13. – 1780. november 29.        | 1740 – 1780                         | 40 évig   |              |
| Erzsébet orosz cárnő                       | 1709. december 29. – 1762. január 5.        | 1741 – 1762                         | 21 évig   |              |
| II. Tamar grúz királynő                    | 1697 – 1746. április 12.                    | 1744 – 1746                         | 2 évig    |              |
| Go-Szakuramacsi japán császárnő            | 1740. szeptember 23. – 1813. december 24.   | 1762 – 1771                         | 9 évig    |              |
| I. Mária portugál királynő                 | 1734. december 17. – 1816. március 20.      | 1777 – 1816                         | 39 évig   |              |
| Mária Lujza pármai hercegnő                | 1791. december 12. – 1847. december 17.     | 1814 – 1847                         | 33 évig   |              |
| II. Mária portugál királynő                | 1819. április 4. – 1853. november 16.       | 1826 – 1828, 1834 – 1853            | 21 évig   |              |
| IV. Pōmare ʻAimata tahiti királynő         | 1813. február 28. – 1877. szeptember 17.    | 1827 – 1877                         | 50 évig   |              |
| I. Ranavalona madagaszkári királynő        | 1782? – 1861. augusztus 16.                 | 1828 – 1861                         | 33 évig   |              |
| II. Izabella spanyol királynő              | 1830. október 10. – 1904. április 9.        | 1833 – 1868                         | 35 évig   |              |
| Viktória brit királynő                     | 1819. május 24. – 1901. január 22.          | 1837 – 1901                         | 64 évig   |              |
| I. Rasoherina madagaszkári királynő        | 1814 – 1868. április 1.                     | 1863 – 1868                         | 5 évig    |              |
| II. Ranavalona madagaszkári királynő       | 1829 – 1883. július 30.                     | 1868 – 1883                         | 15 évig   |              |
| III. Ranavalona madagaszkári királynő      | 1861. november 22. – 1917. május 23.        | 1883 – 1897                         | 14 évig   |              |
| Vilma holland királynő                     | 1880. augusztus 31. – 1962. november 28.    | 1890 – 1948                         | 58 évig   |              |
| Liliuokalani hawaii királynő               | 1838. szeptember 2. – 1917. november 11.    | 1891 – 1893                         | 2 évig    |              |
| Zauditu etióp császárnő                    | 1876. április 29. – 1930. április 2.        | 1916 – 1930                         | 14 évig   |              |
| I. Julianna holland királynő               | 1909. április 30. – 2004. március 20.       | 1948 – 1980                         | 32 évig   |              |
| II. Erzsébet brit királynő                 | 1926. április 21. – 2022. szeptember 8.     | 1952 – 2022                         | 70 évig   |              |
| II. Margit dán királynő                    | 1940. április 16. – napjaink                | 1972 – 2024                         | 52 évig   |              |
| Beatrix holland királynő                   | 1938. január 31. – napjaink                 | 1980 – 2013                         | 33 évig   |              |

## Lásd még
- Választott női államfők és kormányfők listája
- Uralkodók listái földrajzi elhelyezkedés szerint
- Uralkodók listái országonként
- Államok vezetői évek szerint
- Kortárs uralkodók listája
- Szentté, boldoggá avatott uralkodók listája
- Vallási vezetők listái ország szerint
- Köztársasági és miniszterelnökök listája